# Torstein Horgmo
Torstein Horgmo (ur. 7 stycznia 1987) – norweski snowboardzista. Specjalizuje się w halfpipe i big air. Jak dotąd nie startował na igrzyskach olimpijskich ani na mistrzostwach świata. Jego największymi sukcesami w karierze są trzy złote medale Winter X Games w konkurencji big air. Jak dotąd jeden raz zwyciężał w zawodach Pucharu Świata. Najlepsze wyniki w Pucharze Świata osiągnął w sezonie 2012/2013, kiedy to zajął 19. miejsce w klasyfikacji generalnej (AFU), a w klasyfikacji slopestyle'u był trzeci.

## Sukcesy

### Puchar Świata

#### Miejsca w klasyfikacji generalnej
- 2003/2004 - -
- 2004/2005 - -
- 2005/2006 - 157.
- 2006/2007 - 152.
  - AFU[2]
- 2012/2013 - 19.
- 2013/2014 -

#### Zwycięstwa w zawodach
1. Szpindlerowy Młyn - 16 marca 2013 (slopestyle)

#### Pozostałe miejsca na podium w zawodach
1. Copper Mountain - 22 grudnia 2013 (slopestyle) - 2. miejsce